# Pseudohadena indigna
Pseudohadena indigna là một loài bướm đêm trong họ Noctuidae.